# Ivan Sharpe
Ivan Gordon Sharpe (ur. 15 czerwca 1889 w St Albans, zm. 9 lutego 1968 w Southport) – angielski piłkarz amator, złoty medalista letnich igrzysk olimpijskich w Sztokholmie. Wystąpił we wszystkich trzech spotkaniach. Po zakończeniu igrzysk wystąpił w jednym spotkaniu zespołu Leeds United.
W barwach Derby County rozegrał 25 spotkań i zdobył 6 bramek w Division One. Zadebiutował w tych rozgrywkach 7 września 1912 w zremisowanym 1:1 meczu z Blackburn Rovers, a 2 listopada 1912 w zremisowanym 1:1 pojedynku przeciwko Boltonowi Wanderers, strzelił swojego pierwszego gola w Division One.